# Лиссауэр, Джек
Джек Джонатан Лиссауэр (Лиссауер; англ. Jack Jonathan Lissauer; род. 1957) — американский учёный-исследователь, планетолог. Первооткрыватель двух спутников Урана (в 2003 году). Сотрудник «Эймса» НАСА (с 1996 года), профессор Стэнфорда (с 2002 года).
Окончил Массачусетский технологический институт (бакалавр математики, 1978).
Степень доктора философии (PhD) по прикладной математике получил в Калифорнийском университете в Беркли в 1982 году, тезисы «Динамика колец Сатурна», научный руководитель Фрэнк Шу.
В 1985 году работал в Калифорнийском университете в Беркли.
В 1985-1987 годах приглашённый исследователь в Калифорнийском университете в Санта-Барбаре.
С 1987 года ассистент-профессор, в 1993-1996 годах профессор Университета штата Нью-Йорк в Стоуни-Брук.
С 1996 года работает в Исследовательском центре Эймса НАСА, с 2007 года его член; участник команды «Кеплер».
C 2002 года профессор Стэнфорда.
Первооткрыватель двух спутников Урана — 25 августа 2003 года вместе с Марком Шоуолтером с помощью космического телескопа «Хаббл», названных Маб и Купидон.
Соавтор учебника «Planetary Sciences» (Cambridge University Press, 2001).
Лауреат награды им. Аллена (2014).